# DJ-Kicks
DJ-Kicks（在其所有唱片封面標示為DJ-KiCKS）是一系列DJ混音專輯，由獨立唱片品牌!K7 Records（页面存档备份，存于）旗下不同DJ所混音而成。在1995年首次發行時，還算是一張電子音樂DJ舞吧（club）的合輯，風格為科技（Techno）或浩室（House），之後轉以在家聆聽音樂的一般聽眾為對象。不久之後，以上兩種選編路線都獲得擴展，除了DJ之外，越來越多的製作人（如Terranova）、混音師（如Kruder & Dorfmeister）、樂團（如The Stereo MCs）與音樂家（如Nicolette）都加入了DJ-Kicks系列的陣容，音樂路線也變得更繁雜，風格範疇橫跨Trüby Trio的重拍爵士（Downbeat Jazz）聲響到Kemistry & Storm前衛的鼓打貝斯（Drum and Bass），但所有作品仍可大致歸納於電子音樂的範疇。
1995年發行的第一張DJ-Kicks系列唱片為C.J. Bolland的作品，至今該系列仍在穩定擴展中，約一年推出二至三張作品，至2006年10月，DJ-Kicks系列已發行了28張作品，其中有一些非常受到歡迎，最著名的即是Kruder & Dorfmeister的混音作品。DJ-Kicks系列曾被《Mixmag》雜誌譽為「最重要的DJ混音系列」，它第26張作品DJ-Kicks: The Exclusives是一張特別精選集，收錄了該系列DJ最佳的原始混音單曲。